# 알렉산드르 자이치코프
알렉산드르 세르게예비치 자이치코프(러시아어: Алекса́ндр Серге́евич За́йчиков, 1992년 8월 17일~)는 카자흐스탄의 역도 선수이다. 2016년 하계 올림픽 남자 헤비급 동메달을 획득했고 세계 선수권 대회에서 금메달 1개를 획득했다.